# 卡梅伦 (南卡罗来纳州)
卡梅伦（英文：Cameron），是美国南卡罗来纳州下属的一座城市。城市类型是“Town”。其面积大约为3.13平方英里（8.09平方公里）。根据2010年美国人口普查，该市有人口424人，人口密度约为每平方 英里135.68人（约合每平方公里52.39人）。